# 符文工廠5
《符文工廠5》是由HAKAMA製作、Marvelous發行，2021年5月20日發售的任天堂Switch遊戲。由系列製作人橋本嘉史領導開發。
本作於2019年2月14日的任天堂直面會中正式發表，是睽違8年的《符文工廠》系列新作，也是任天堂Switch上繼《符文工廠4 豪華版》的系列第二作。

## 遊戲系統
與前作《符文工廠4》不同，本作採取的視角是與《符文工廠 藍海奇緣》相似的跟隨視角，且遊戲全程使用3D場景。
玩家將扮演失去記憶的主角，在充滿自然氣息的小鎮中擔任保安組織的一員，在閒暇之餘能夠自由釣魚、耕種、參加小鎮舉行的活動、與人相遇、甚至結婚。
戰鬥中與夥伴能夠使出新系統「連攜招式」攻擊敵人。

## 開發
在《符文工廠4》上市取得商業上的成功後，系列製作人橋本嘉史表示預計會推出續作，但符文工廠系列開發商Neverland在2013年宣布破產後，該系列的未來便成為未知數。
2014年，Marvelous AQL表示他們已接手包括橋本在內的前符文工廠系列開發人員，並開發了3DS專用遊戲《禁忌的瑪格娜》。
2019年2月，本作在任天堂直面會上隨《符文工廠4 豪華版》一同發表，並計劃於2020年發售。隨後又宣布將延遲至2021年5月20日發售。
2021年4月16日，SEGA亞洲官方網站公告任天堂Switch平台上的《符文工廠5》亞洲特別版將於2021年9月2日在香港、台灣、韓國、東南亞地區發售。
2022年7月13日，游戏的Microsoft Windows版本在Steam上架。

## 主題曲
《空の彼方》
歌：ジョー・リノイエ

## 反響
| 汇总媒体   | 得分                  |
| ---------- | --------------------- |
| Metacritic | NS: 68/100 PC: 74/100 |

| 媒体                    | 得分   |
| ----------------------- | ------ |
| Destructoid             | 6/10   |
| Game Informer           | 7.5/10 |
| Game Revolution         | [ 13 ] |
| HardcoreGamer           | 4/5    |
| HobbyConsolas           | 65/100 |
| IGN                     | 6/10   |
| MeriStation             | 7.5/10 |
| Nintendo Life           | [ 18 ] |
| 任天堂世界报道          | 4.5/10 |
| RPGamer                 | 3.5/5  |
| RPGFan                  | 90/100 |
| The Games Machine義大利 | 6.8/10 |
| TouchArcade             | 3.5/5  |

在日本，本作首週賣出102,853份的任天堂Switch版本實體卡匣，成為該週銷售最佳的遊戲。截至2022年3月，本作於全球共售出500,000份。

## 外部連結
- 官方网站（日語）
- 官方网站（繁體中文）